# Wusterau
Die Wusterau ist eine Halbinsel im Seengebiet der Brandenburger Havelseen. Sie gehört zum Naturschutzgebiet Buhnenwerder-Wusterau.

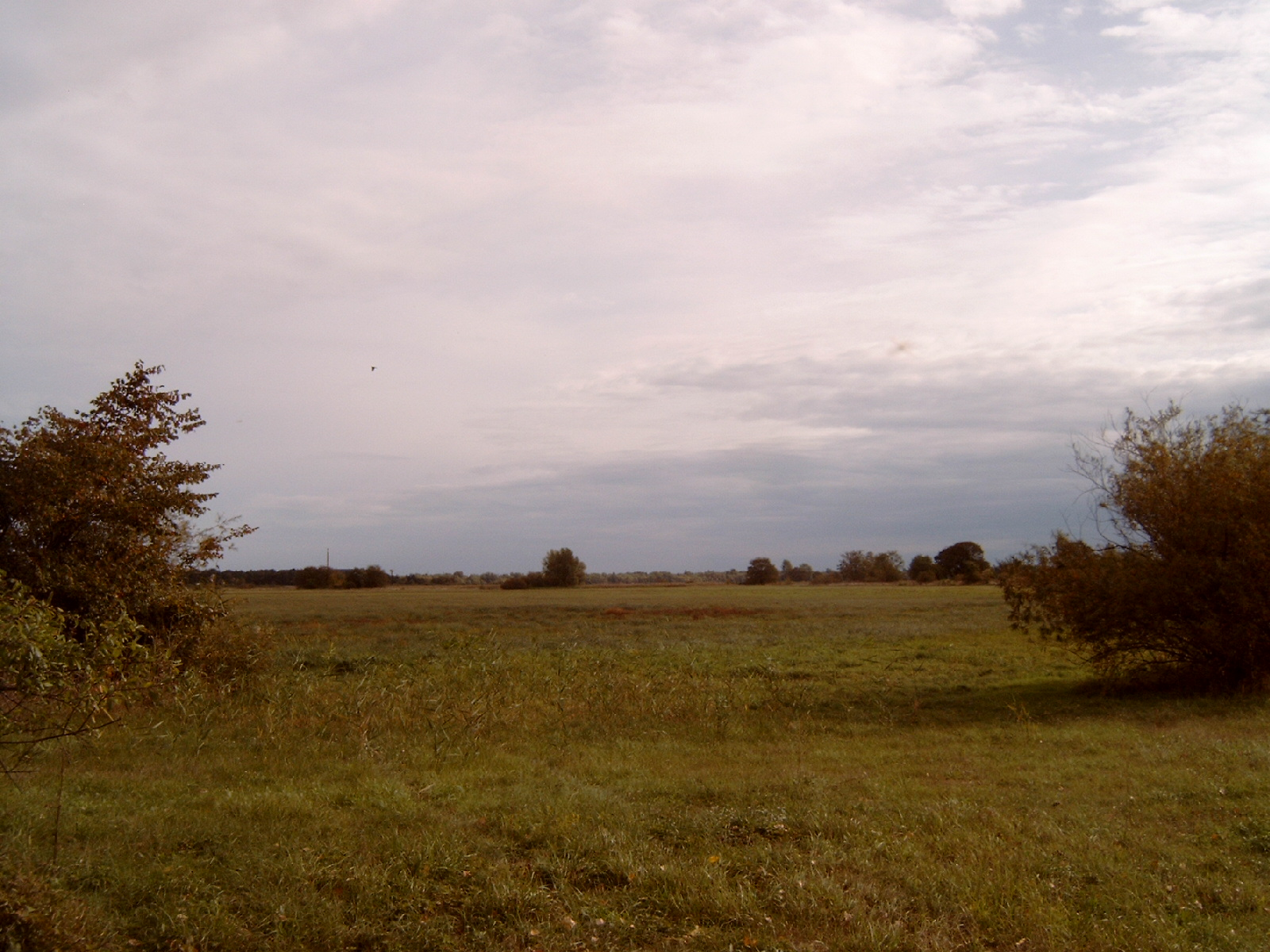
Landschaft im Süden der Halbinsel Wusterau

## Lage
Die Wusterau ist vom Plauer See (Westen bis Nordosten) und vom Möserschen See (Südosten bis Süden) umgeben. Südwestlich wurde die Halbinsel durch einen im Volksmund Panamakanal genannten Graben vom Festland abgetrennt. Jenseits des Grabens befindet sich die Wohnsiedlung Kirchmöser-Ost.
Die Wusterau hat eine Fläche von 63,4 Hektar bei einer Länge von 1,7 km und einer durchschnittlichen Breite von 300 m bis maximal 500 m. Sie erstreckt sich leicht konkav von Westen und leicht konvex von Osten annähernd in Süd-Nord-Richtung. Der höchste Punkt befindet sich 33,8 m über NHN. Wegen des Grabens müsste man eigentlich von einer Insel sprechen, die bis 2013 über eine kleine Brücke erreichbar war. Die Brücke wurde aber wegen Baufälligkeit beseitigt und dafür eine mit Betonplatten ausgelegte Furt angelegt, deren Wassertiefe die Passage leichter Boote erlaubt.
An ihrer Nordostspitze befindet sich ein 0,15 ha (dreißig mal fünfzig Meter) großes, lediglich von drei Bäumen bestandenes unbenanntes Inselchen, das der Wusterau hinzugerechnet wird. Von den einheimischen Fischern wird das Inselchen „Weidenbusch“ genannt. (In den neuen topographischen Karten innerhalb des ATKIS wird diese Insel nicht dargestellt, da ihre Größe unter der Mindestgröße von 0,5 ha des Basis-DLM für die Erfassung von Inseln liegt.) Zudem ist das Inselchen während der gewöhnlichen Frühjahrshochwasser nicht selten komplett überschwemmt.

## Landschaft
Landschaftlich ist die Wusterau zweigeteilt. Die flache Südhälfte ist holozänes Schwemmland, das von Sumpfwiesen eingenommen wird und zu den Ufern hin von Uferwällen begrenzt wird. Die Nordhälfte wird größtenteils von zwei sich bis zu 5 m über den Seespiegel erhebenden Plateaus eingenommen. Sie sind die Reste einer Talsandebene östlich und südlich der Brandenburger Havelseen, die sich am Ende des Pleistozäns beim Abtauen der Gletscher der Weichseleiszeit zum Teil über Toteis ausbildete. Nach dem Auftauen des Toteises blieben die zwischen verschiedenen Toteisblöcken liegenden Areale als isolierte Plateaus übrig, die heute die Inseln dieser Seen bilden. Die Südhälfte der Wusterau entstand durch Verlandungsprozesse, die den Anschluss an das „Festland“ im Südwesten herstellte.
Die Halbinsel ist von einem dichten Schilf- und Riedgürtel umgeben, der vielen Wassertieren Schutz und Zuflucht bietet. Auf den Sanderhebungen wachsen vor allem Birken und Kiefern.

## Bedeutung

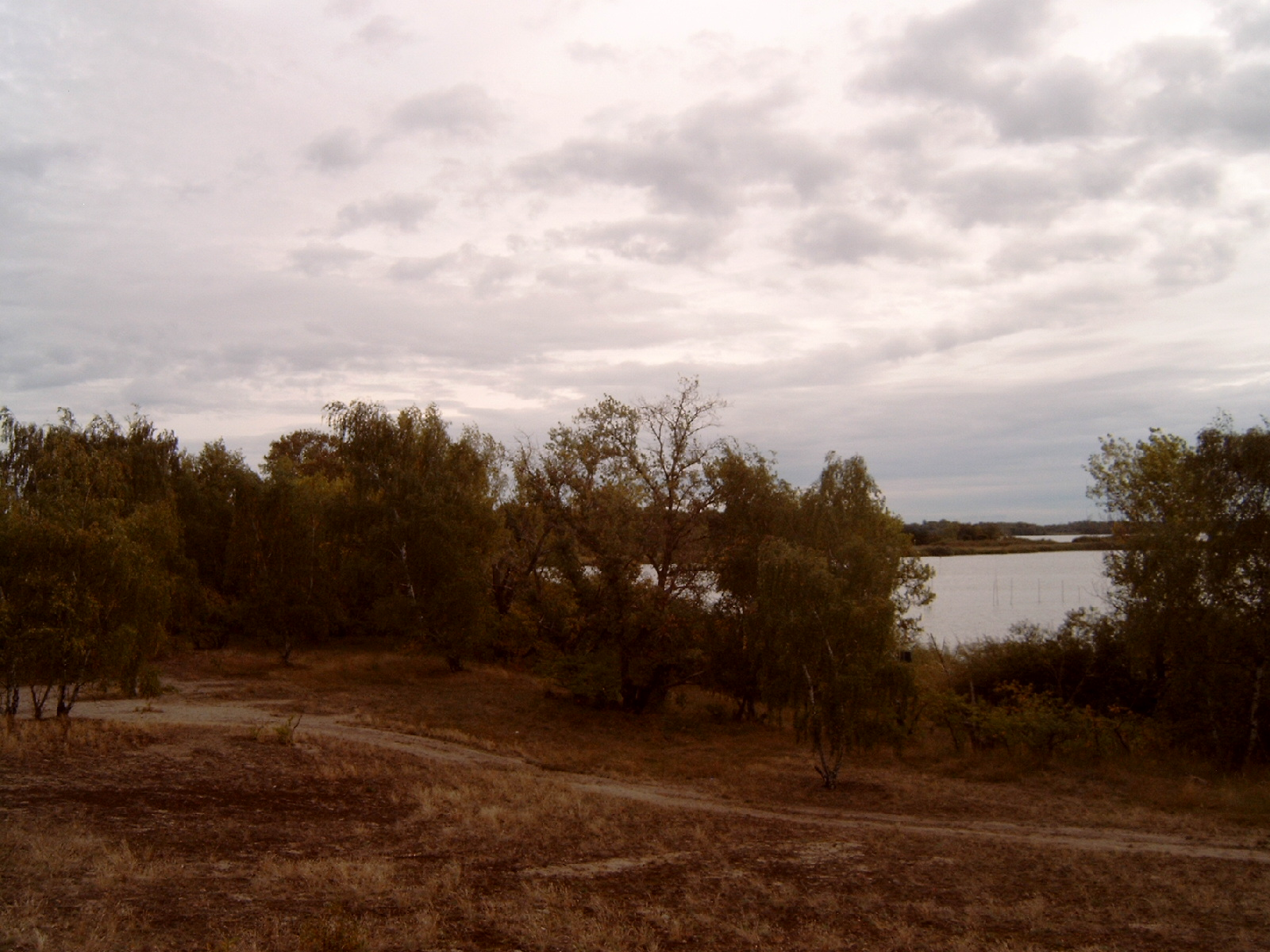
Blick von der Nordhälfte der Wusterau zur Nachbarinsel Buhnenwerder (Naturschutzgebiet Buhnenwerder-Wusterau)

Die Wusterau ist gemeinsam mit der Nachbarinsel Buhnenwerder und einer kleinen Teilfläche am Rande von Kirchmöser seit dem 17. Dezember 2002 Teil des Naturschutzgebietes Buhnenwerder-Wusterau. Es dient dem Schutz von Lebensräumen
- wild lebender Pflanzengesellschaften, insbesondere von Schwimmblattgesellschaften, Weidengebüschen nasser Standorte, Röhrichtmooren, reichen Feuchtwiesen und Sandtrockenrasen,
- wild lebender Tierarten, insbesondere von Wasser- und Wiesenvögeln, darunter verschiedene Limikolen, und von Wirbellosen, darunter gefährdete Arten der Spinnen, Kurzflügler und Schmetterlinge;
- geschützter Arten, beispielsweise Echtes Tausendgüldenkraut (Centaurium erythraea s. l.), Karthäuser-Nelke (Dianthus carthusianorum) und Gottes-Gnadenkraut (Gratiola officinalis);
- besonders charakteristischer und gefährdeter Pflanzenarten, beispielsweise Stromtalarten wie Sumpf-Wolfsmilch (Euphorbia palustris), Sumpf-Platterbse (Lathyrus palustris) und Langblättriger Blauweiderich (Pseudolysimachium longifolium);
- besonders und streng geschützter Arten der Säugetiere und Vögel, beispielsweise Elbebiber (Castor fiber albicus), Fischotter (Lutra lutra), Schilfrohrsänger (Acrocephalus schoenobaenus) und Großer Brachvogel (Numenius arquata)

sowie der Erhaltung der Parkstrukturen auf der Insel Buhnenwerder wegen ihrer besonderen Eigenart und der Erhaltung und Entwicklung des Gebietes als wesentlicher Teil des überregionalen Biotopverbundes zwischen unterer und mittlerer Havel.

## Nutzung

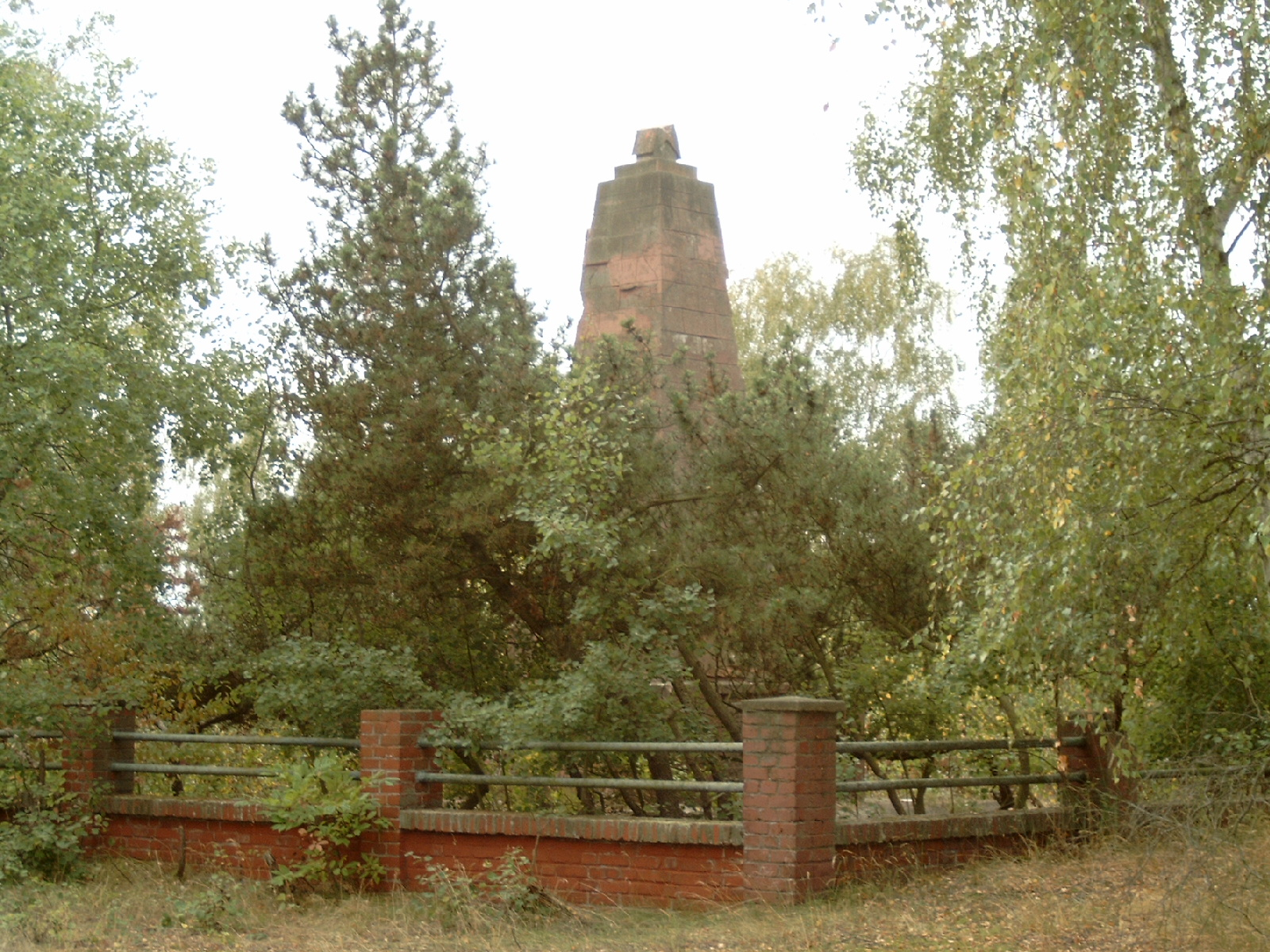
Das sowjetische Ehrenmal für die Opfer des nationalsozialistischen Zwangsarbeiterlagers auf der Halbinsel Wusterau

In vorslawischer und slawischer Zeit wurde die Wusterau bereits als Siedlungsgebiet, zumindest als jahreszeitlich abhängiger Aufenthaltsplatz genutzt, wovon eine geringe Anzahl von archäologischen Artefakten zeugt.
Die Wusterau wurde auf Grund ihrer Naturausstattung früher vor allem als Weideland genutzt; heute ist vor allem der Südteil zur Grünlandnutzung verpachtet. Um die Überflutung der Feuchtwiesen durch die Frühjahrshochwässer zu gewährleisten, werden 2014 die Ufer teilweise abgeflacht, um so das Ablaichen verschiedener Fischarten (z. B. Hecht) und das Abwandern der Fischbrut zu fördern.
Auf dem südlichen Plateau befand sich von 1918 bis 1921 ein Verbrennungsplatz, auf dem in dieser Zeit gemäß den Bestimmungen des Versailler Vertrages Bombenzünder gesprengt wurden, die während des Ersten Weltkrieges in der Königlich-Preußischen Pulverfabrik bei Plaue Havel hergestellt worden waren. Dabei wurde das Erdreich bis in Tiefen von 2 m mit giftigem Quecksilber und Kupfer verseucht. Die zulässigen Grenzwerte der Schwermetallverseuchung werden stellenweise bis in eine Tiefe von 10 cm um das 200-fache bis 100.000-fache überschritten. Aus Gründen der akuten Gesundheitsgefährdung ist das Betreten der Wusterau daher seit 2002 verboten und die Halbinsel an der schmalsten Stelle am Durchstich mit einem Gittertor versperrt.
Im Jahre 1949 wurde auf dem ehemaligen Verbrennungsplatz von sowjetischen Soldaten und der Gemeinde Kirchmöser ein rotbrauner Obelisk als Ehrenmal  errichtet. Er trägt einen Sowjetstern und 4 Tafeln mit den Namen von 85 Zwangsarbeitern, darunter auch Kindern, die während des Zweiten Weltkrieges zwischen 1941 und 1945 im Zwangsarbeiterlager in Kirchmöser umkamen. Die Leichen wurden von den Nationalsozialisten zunächst auf der Halbinsel wahllos vergraben und erst nach Kriegsende an dieser Stelle in einem Massengrab beigesetzt. Da die seit 2002 vorgesehene Altlastensanierung bisher ausgeblieben ist, verfällt das Ehrenmal zusehends und müsste komplett abgetragen und neu errichtet werden.

## Eigentumsverhältnisse

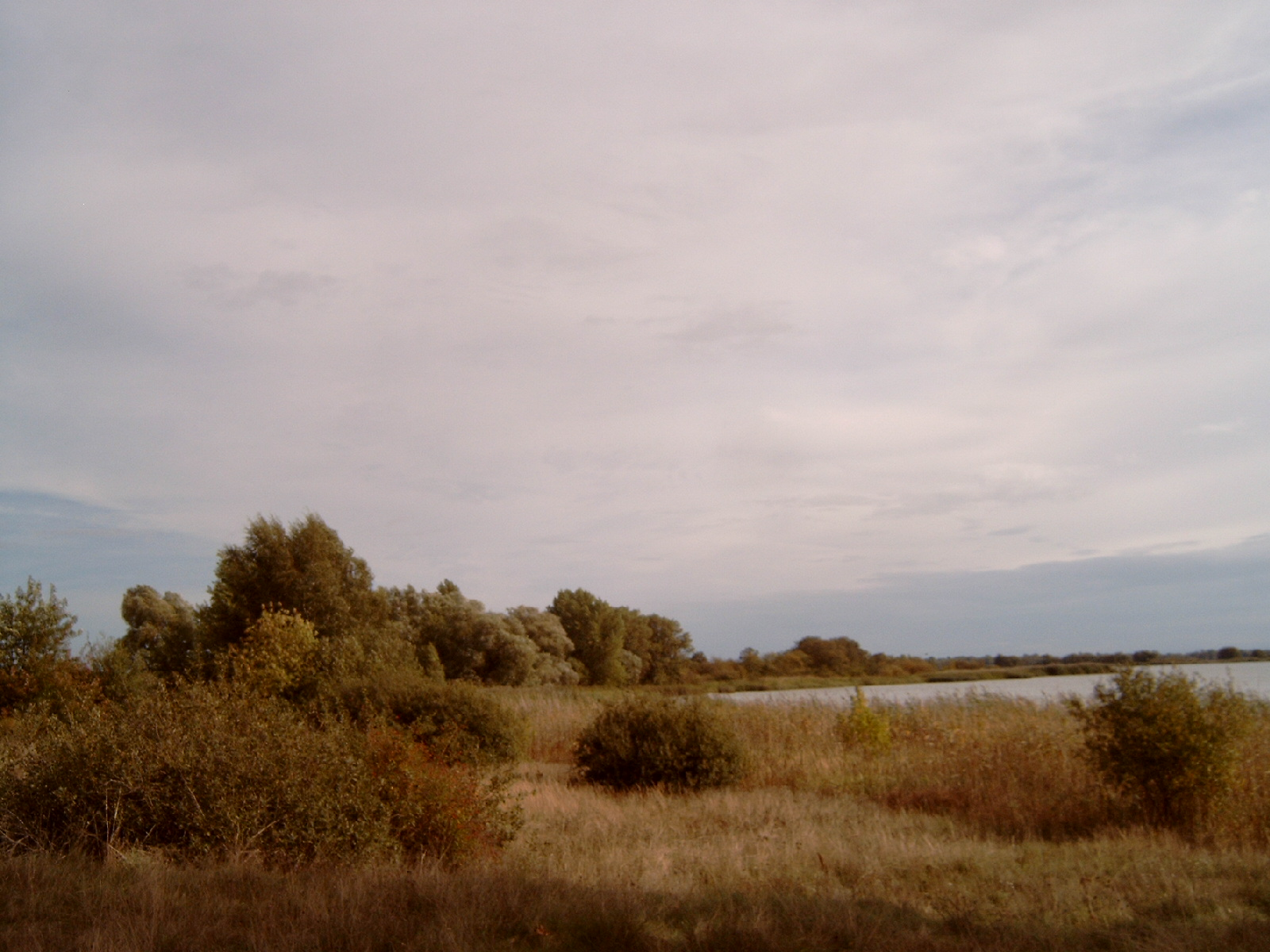
Blick auf das Südostufer der Halbinsel Wusterau über den Möserschen See

Obwohl auf der Inselbeschilderung teilweise noch immer das Bundeseisenbahn-Vermögensamt als Eigentümerin ausgewiesen ist, die als Rechtsnachfolgerin der Deutschen Reichsbahn das Gelände übernahm, wurde die Wusterau zwischenzeitlich an die Stadt Brandenburg an der Havel verkauft.